# The Lady of Shalott
Pour le tableau de Waterhouse, voir The Lady of Shalott (Waterhouse).
The Lady of Shalott (La Dame de Shalott) est un poème romantique du poète anglais Alfred Tennyson (1809–1892). Comme d'autres poèmes anciens — Sir Lancelot, et Reine Guenièvre, et Galahad —, le poème retrace une légende arthurienne librement inspirée de sources médiévales et reprend certains thèmes qui se réaliseront de manière plus complète dans Idylls of the King, où est racontée l'histoire d'Élaine.

## Résumé
D'après la légende, il était interdit à la Dame de Shalott de regarder directement la réalité du monde extérieur ; elle était condamnée à voir le monde à travers un miroir et se mit à tisser ce qu'elle voyait sur une tapisserie. Son désespoir allait grandissant lorsqu'elle observait des couples amoureux enlacés au loin. Nuit et jour, elle se languissait d'un retour à la normalité. Un jour, elle vit le reflet de Lancelot passer dans le miroir. La Dame se mit à l'épier directement, ce qui déclencha une malédiction. Durant la tempête automnale qui se produisit alors, la Dame embarqua dans un bateau et inscrivit sur sa proue : « La Dame de Shalott ». Elle chantait sa complainte en naviguant vers Camelot et vers une mort certaine. Son corps gelé fut retrouvé peu après par les dames et chevaliers de Camelot, parmi lesquels se trouvait Lancelot. Tous prièrent ensuite pour le repos de son âme. La tapisserie qu'elle avait tissée durant toute sa captivité recouvrait un des bords de son embarcation.

## Extrait
« Et dans les eaux sombres de la rivière
Tel un prophète téméraire en transe,
Réalisant toute son infortune —
C'est avec une figure terne
Qu'elle regarda Camelot.
Et lorsque le jour déclina,
Desserrant la chaîne, elle s'allongeait ;
Le courant au loin l'emportait,
La Dame de Shallot… »

— Lord Alfred Tennyson, Extrait de la IVe partie

## Inspiration

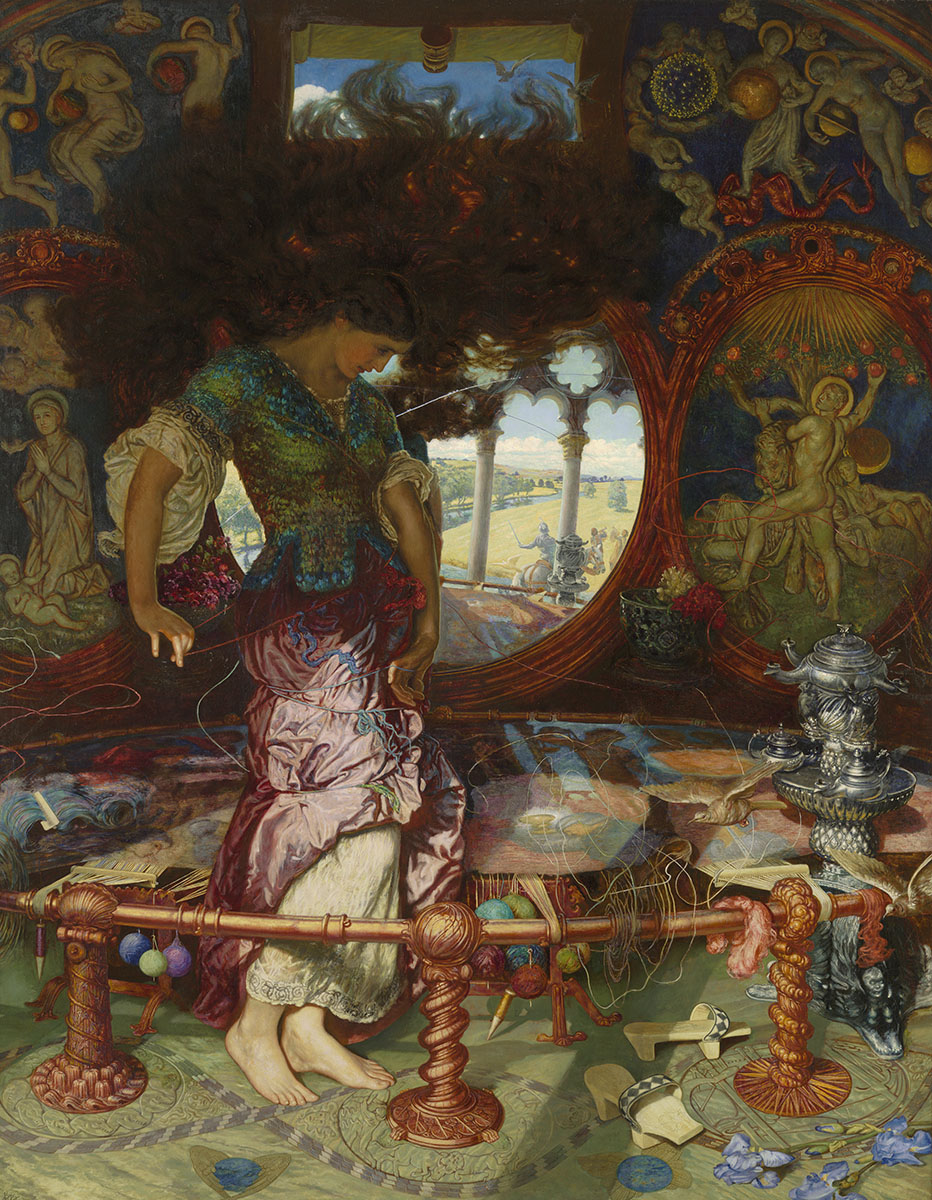
La Dame de Shalott de William Holman Hunt

- En 1909, le compositeur anglais Cyril Rootham a créé la première version musicale du poème, pour mezzo-soprano soliste, chœur et orchestre.
- La chanteuse Loreena McKennitt en a fait une source d'inspiration majeure pour ses adaptations de poèmes celtiques dont The Lady of Shalott, dont les paroles sont celles du poème.
- La chanteuse Emilie Autumn s'est également inspirée du poème pour son titre Shalott.
- Trois des vers de ce poème sont cités en prologue du roman d'Agatha Christie, Le Miroir se brisa (The mirror crack'd from Side to Side) :

The mirror crack'd from side to side;
“The curse is come upon me” cried
The Lady of Shalott
- En 2019, la compagnie Sentimentale Foule[1] a réalisé La Carte d'Élaine, spectacle musical inspiré du poème. Cette création est associée à celle d'une tapisserie à l'aiguille, intitulée La Tapisserie du Jeu de l'Oie, dessinée par l'artiste Sophie Guerrive et confectionnée par une centaine de volontaires.

## Dans la culture populaire
- Dans le thriller québécois Les Chambres rouges, sorti en 2023, de Pascal Plante, le personnage de Kelly-Anne utilise le pseudonyme LadyOfShalott lorsqu'elle navigue sur le web. De plus, son assistante virtuelle se nomme Guenièvre.
- La dernière aventure de Stéphane Clément par Ceppi s'appelle "Lady of Shalott" et le tableau de Waterhouse (qui est représenté en couverture) y joue un rôle.